# Oliver Rasmussen
Oliver Rasmussen (Mougins, 2000. november 21.–) dán autóversenyző, aki jelenleg a Hosszútávú-világbajnokságban a Jota Sport színeiben versenyez.

## Pályafutása

### Gokart
Karrierjét 11 évesen kezdte meg gokartozással. 2017-ben a WSK-kupa KZ2 kategóriájában versenyzett, ahol a 7. helyet szerezte meg. Ugyan ebben az évben a svéd gokart-bajnokság 6. helyezettje lett.

### Formula–4
2018-ban az olasz Formula–4-bajnokság tagja volt a Jenzer Motorsport csapatával. A következő szezont a Prema Powerteam alakulatával kezdte meg. Ezen felül a német bajnokságban is megmérettette magát. Összesen 4 alkalommal szerzett dobogós helyezést. Az olasz bajnokságot a 7., míg a németet a 12. pozícíóban zárta.

### Formula–3
2020-at a Toyota Racing Series-ben kezdte meg, ahol a 11. helyezést érte el. A Formula Regionális Európa-bajnokság versenyein is részt vett. Összesen 6 alkalommal diadalmaskodott és további 7 dobogós helyezést szerzett meg a szezon során, ami a 3. pozícióhoz volt elég.
2021-ben a HWA Racelab csapatát képviselte az FIA Formula–3 bajnokságban. A szezon során nem sikerült pontot szereznie; legjobb eredményét Hollandiában szerezte meg, ahol a második sprintversenyen a 12. helyen látta meg a kockás zászlót. A szezon után teszteken vett részt, azonban nem sikerült teljes szezonra szóló ülést találnia a következő idényre. 2022 áprilisában bejelentették, hogy Rasmussen helyettesítí Jonny Edgart a Trident csapatánál. Összesen 2 versenyhétvégét teljesített az olasz akalulattal.

### WEC
2022-ben leigazolta a Hosszútávú-világbajnokságban versenyző Jota Sport csapata. A következő két szezonban a bajnokság LMP2 kategóriájában mérettette meg magát. 2023-ban megnyerte a  monzai 6 órás versenyt.

## Eredményei

### Karrier összefoglaló
| Év   | Bajnokság                           | Csapat            | Versenyek | Győzelmek | Pole | Leggyorsabb körök | Dobogók | Pont | Helyezés |
| ---- | ----------------------------------- | ----------------- | --------- | --------- | ---- | ----------------- | ------- | ---- | -------- |
| 2018 | Olasz Formula–4-bajnokság           | Jenzer Motorsport | 20        | 0         | 0    | 0                 | 0       | 4    | 24.      |
| 2019 | Olasz Formula–4-bajnokság           | Prema Powerteam   | 21        | 0         | 2    | 1                 | 2       | 126  | 7.       |
| 2019 | ADAC Formula–4-bajnokság            | Prema Powerteam   | 20        | 0         | 0    | 0                 | 2       | 76   | 12.      |
| 2020 | Formula Regionális Európa-bajnokság | Prema Powerteam   | 23        | 6         | 5    | 3                 | 13      | 343  | 3.       |
| 2020 | Toyota Racing Series                | mtec Motorsport   | 15        | 0         | 0    | 1                 | 2       | 158  | 11.      |
| 2021 | Formula–3                           | HWA Racelab       | 20        | 0         | 0    | 0                 | 0       | 0    | 25.      |
| 2022 | WEC – LMP2                          | Jota              | 6         | 0         | 0    | 0                 | 2       | 70   | 8.       |
| 2022 | Formula–3                           | Trident           | 4         | 0         | 0    | 0                 | 0       | 4    | 22.      |
| 2023 | WEC – LMP2                          | Jota              | 7         | 1         | 1    | 0                 | 2       | 84   | 6.       |

† Vendégversenyzőként nem értékelték az elért eredményeit.

### Teljes olasz Formula–4-bajnokság eredménysorozata
(Táblázat értelmezése)

(Félkövér: pole-pozícióból indult; dőlt: leggyorsabb kört futott) 

| Év   | Csapat            | 1        | 2        | 3        | 4        | 5        | 6        | 7        | 8        | 9        | 10       | 11       | 12       | 13       | 14       | 15       | 16       | 17       | 18       | 19       | 20       | 21       | 22    | Helyezés | Pont |
| ---- | ----------------- | -------- | -------- | -------- | -------- | -------- | -------- | -------- | -------- | -------- | -------- | -------- | -------- | -------- | -------- | -------- | -------- | -------- | -------- | -------- | -------- | -------- | ----- | -------- | ---- |
| 2018 | Jenzer Motorsport | ADR 1 18 | ADR 2 Ki | ADR 3 18 | LEC 1 14 | LEC 2 19 | LEC 3 17 | MNZ 1 11 | MNZ 2 Ki | MNZ 3 Ki | MIS 1 Ki | MIS 2 8  | MIS 3 Ki | IMO 1 18 | IMO 2 Ki | IMO 3 20 | VLL 1 14 | VLL 2 19 | VLL 3 14 | MUG 1 13 | MUG 2 Ki | MUG 3 25 |       | 24.      | 4    |
| 2019 | Prema Powerteam   | VLL 1 6  | VLL 2 14 | VLL 3 7  | MIS 1 5  | MIS 2 4  | MIS 3 T  | HUN 1 30 | HUN 2 6  | HUN 3 6  | RBR 1 10 | RBR 2 Ki | RBR 3 11 | IMO 1 Ki | IMO 2 8  | IMO 3 11 | IMO 4    | MUG 1 4  | MUG 2 10 | MUG 3 6  | MNZ 1 3  | MNZ 2 7  | MNZ 3 | 7.       | 126  |

### Teljes ADAC Formula–4-bajnokság eredménysorozata
(Táblázat értelmezése)

(Félkövér: pole-pozícióból indult; dőlt: leggyorsabb kört futott) 

| Év   | Csapat          | 1        | 2        | 3       | 4       | 5        | 6       | 7       | 8        | 9        | 10    | 11      | 12       | 13      | 14    | 15      | 16      | 17       | 18       | 19       | 20       | Helyezés | Pont |
| ---- | --------------- | -------- | -------- | ------- | ------- | -------- | ------- | ------- | -------- | -------- | ----- | ------- | -------- | ------- | ----- | ------- | ------- | -------- | -------- | -------- | -------- | -------- | ---- |
| 2019 | Prema Powerteam | OSC 1 Ki | OSC 2 12 | OSC 3 5 | RBR 1 9 | RBR 2 10 | RBR 3 8 | HOC 1 7 | HOC 2 11 | ZAN 1 14 | ZAN 2 | ZAN 3 9 | NÜR 1 12 | NÜR 2 6 | NÜR 3 | HOC 1 9 | HOC 2 8 | HOC 3 Ki | SAC 1 14 | SAC 2 12 | SAC 3 12 | 12.      | 76   |

### Teljes Toyota Racing Series eredménysorozata
(Táblázat értelmezése)

(Félkövér: pole-pozícióból indult; dőlt: leggyorsabb kört futott) 

| Év   | Csapat          | 1       | 2     | 3        | 4        | 5        | 6        | 7       | 8       | 9       | 10      | 11       | 12       | 13       | 14       | 15       | Helyezés | Pont |
| ---- | --------------- | ------- | ----- | -------- | -------- | -------- | -------- | ------- | ------- | ------- | ------- | -------- | -------- | -------- | -------- | -------- | -------- | ---- |
| 2020 | mtec Motorsport | HIG 1 6 | HIG 2 | HIG 3 17 | TER 1 13 | TER 2 11 | TER 3 Ki | HMP 1 6 | HMP 2 3 | HMP 3 9 | PUK 1 8 | PUK 2 11 | PUK 3 11 | MAN 1 12 | MAN 2 12 | MAN 3 12 | 11.      | 158  |

### Teljes Formula Regionális Európa-bajnokság eredménylistája
(Táblázat értelmezése)

(Félkövér: pole-pozícióból indult; dőlt: leggyorsabb kört futott) 

| Év   | Csapat          | 1     | 2       | 3     | 4       | 5       | 6       | 7       | 8       | 9     | 10      | 11      | 12    | 13      | 14      | 15      | 16    | 17      | 18      | 19        | 20      | 21      | 22      | 23      | 24      | Helyezés | Pont |
| ---- | --------------- | ----- | ------- | ----- | ------- | ------- | ------- | ------- | ------- | ----- | ------- | ------- | ----- | ------- | ------- | ------- | ----- | ------- | ------- | --------- | ------- | ------- | ------- | ------- | ------- | -------- | ---- |
| 2020 | Prema Powerteam | MIS 1 | MIS 2 3 | MIS 3 | LEC 1 6 | LEC 2 5 | LEC 3 4 | RBR 1 3 | RBR 2 1 | RBR 3 | MUG 1 3 | MUG 2 6 | MUG 3 | MNZ 1 4 | MNZ 2 1 | MNZ 3 4 | CAT 1 | CAT 2 1 | CAT 3 5 | IMO 1 DNS | IMO 2 6 | IMO 3 6 | VLL 1 3 | VLL 2 C | VLL 3 1 | 3.       | 343  |

### Teljes FIA Formula–3 bajnokság eredménylistája
(Táblázat értelmezése)

(Félkövér: pole-pozícióból indult; dőlt: leggyorsabb kört futott) 

| Év   | Csapat      | 1        | 2        | 3         | 4          | 5          | 6          | 7        | 8        | 9        | 10       | 11       | 12       | 13       | 14       | 15       | 16       | 17       | 18       | 19       | 20      | 21        | Helyezés | Pont |
| ---- | ----------- | -------- | -------- | --------- | ---------- | ---------- | ---------- | -------- | -------- | -------- | -------- | -------- | -------- | -------- | -------- | -------- | -------- | -------- | -------- | -------- | ------- | --------- | -------- | ---- |
| 2021 | HWA Racelab | CAT 1 Ki | CAT 2 19 | CAT 3 17  | LEC 1 17   | LEC 2 21   | LEC 3 22   | RBR 1 26 | RBR 2 16 | RBR 3 22 | HUN 1 18 | HUN 2 28 | HUN 3 21 | SPA 1 20 | SPA 2 21 | SPA 3 17 | ZAN 1 18 | ZAN 2 12 | ZAN 3 26 | SOC 1 Ki | SOC 2 T | SOC 3 25† | 25.      | 0    |
| 2022 | Trident     | BHR SPR  | BHR FEA  | IMO SPR 7 | IMO FEA Ki | CAT SPR 16 | CAT FEA 14 | SIL SPR  | SIL FEA  | RBR SPR  | RBR FEA  | HUN SPR  | HUN FEA  | SPA SPR  | SPA FEA  | ZAN SPR  | ZAN FEA  | MNZ SPR  | MNZ FEA  |          |         |           | 22.      | 4    |

### Teljes IMSA SportsCar-bajnokság eredménysorozata
(Táblázat értelmezése)

(Félkövér: pole-pozícióból indult; dőlt: leggyorsabb kört futott) 

| Év   | Csapat                | Kategória | Autó     | Motor           | 1     | 2   | 3   | 4   | 5   | 6   | 7   | Helyezés | Pont |
| ---- | --------------------- | --------- | -------- | --------------- | ----- | --- | --- | --- | --- | --- | --- | -------- | ---- |
| 2022 | G-Drive Racing by APR | LMP2      | Aurus 01 | Gibson GK428 V8 | DAY 5 | SEB | LGA | MDO | WGL | ELK | PET | Hn†      | 0    |

### Teljes WEC eredménylistája
(Táblázat értelmezése)

(Félkövér: pole-pozícióból indult; dőlt: leggyorsabb kört futott) 

| Év   | Csapat     | Kategória | Kasztni  | Motor                 | 1     | 2      | 3     | 4      | 5     | 6     | 7     | Helyezés | Pont |
| ---- | ---------- | --------- | -------- | --------------------- | ----- | ------ | ----- | ------ | ----- | ----- | ----- | -------- | ---- |
| 2022 | Jota Sport | LMP2      | Oreca 07 | Gibson GK428 4.2 L V8 | SEB 5 | SPA Ki | LMS 3 | MNZ 10 | FUJ 3 | BHR 7 |       | 8.       | 70   |
| 2023 | Jota       | LMP2      | Oreca 07 | Gibson GK428 4.2 L V8 | SEB 5 | ALG 7  | SPA 9 | LMS 9  | MNZ 1 | FUJ 6 | BHR 3 | 6.       | 84   |